# ビッグ・バンク・ハンク
ビッグ・バンク・ハンク（Big Bank Hank、1956年1月11日 - 2014年11月11日）はアメリカ合衆国のラッパー。ザ・シュガーヒル・ギャング（The Sugarhill Gang）のメンバーとして知られている。